# إس. علي رازا
إس. علي رازا (9 يناير 1925 - 1 نوفمبر 2007) كاتب سيناريو ومخرج أفلام هنديًا ارتبط اسمه بكتابة سيناريوهات أفلام ناجحة مثل آن (1952)، وأنداز (1949)، وأمنا الهند (1957)، و ريشما وشيرا (1971)، وراجا جاني (1972) ورقم عشرة (1976).

## الجوائز
في عام 1968، فاز بجائزة فيلم فير لأفضل كاتب حوار عن فيلم ساراسواتيشاندرا (فيلم 1968).  

## حياة مهنية
في عام 1974 أخرج فيلمًا بعنوان بران جاي بار فاشان نا جاي (1974). كان متزوجا من الممثلة نيمي (1933 - 2020) التي ظهرت في أوران خاتولا (1955)، بارسات (1949)، ديدار (1951)، عمار (1954)، آن (1952)، شار بايس (1955)، راجداني (1956)، شاما (1946)، بوجا كي فول (1964)، ميري محبوب (1963) الذي كتب له الحوارات.
كما أخرج جانوار عام 1982 بطولة راجيش خانا.

## موت
عاش إس. علي رضا وزوجته نيمي في مومباي بالهند حتى وفاته عن عمر يناهز 82 عامًا في 1 نوفمبر 2007 بسبب قصور في القلب. قبل أسبوع، تم إدخاله إلى مستشفى نانافاتي لإجراء عملية جراحية لانسداد شريان في القلب. 

## روابط خارجية
- إس. علي رازا في قاعدة بيانات الأفلام على الإنترنت
- Obituary